# Bård Ludvig Thorheim

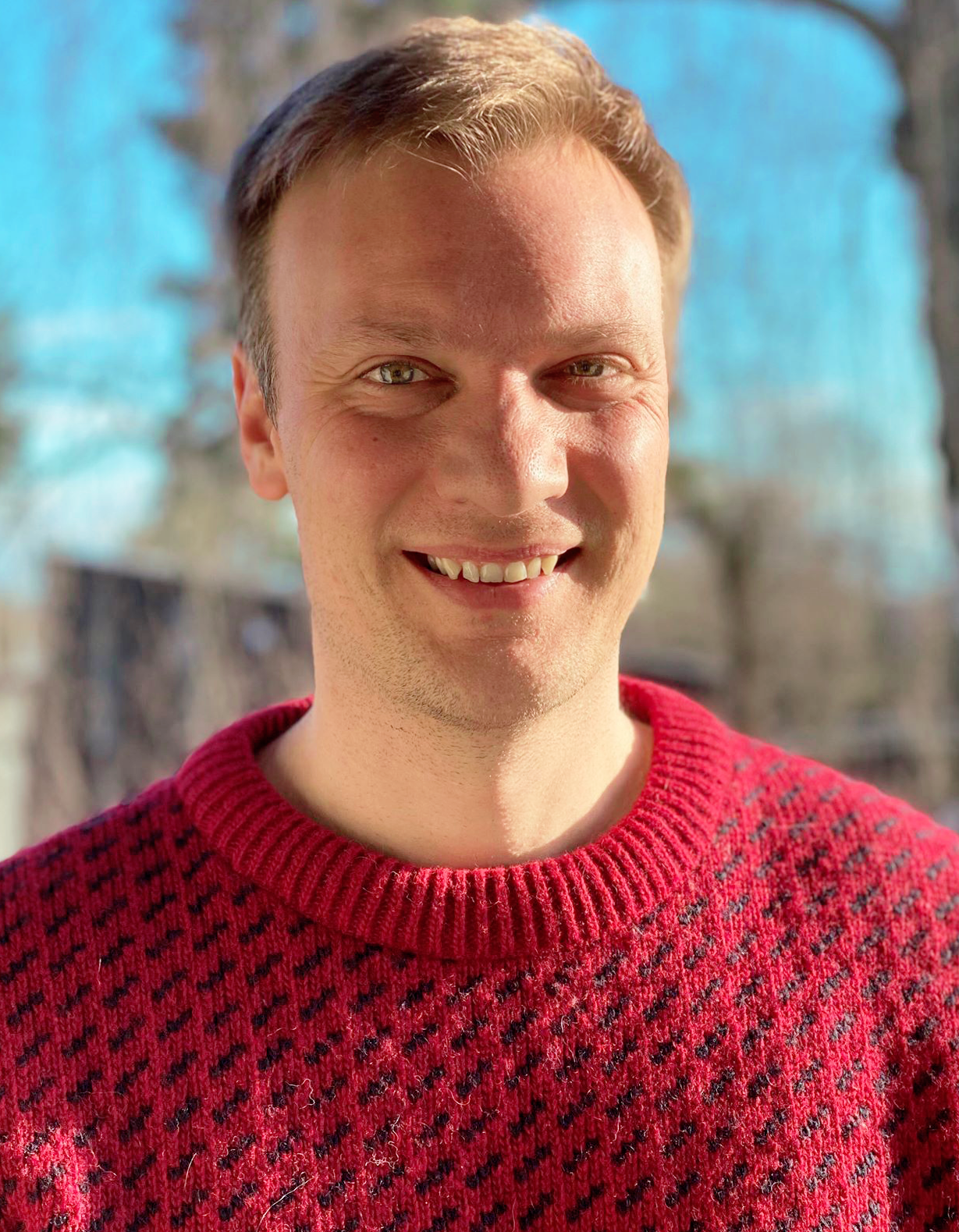
Bård Ludvig Thorheim, 2020

Bård Ludvig Thorheim (* 15. Oktober 1976 in Bodø) ist ein norwegischer Politiker der konservativen Partei Høyre. Seit 2021 ist er Abgeordneter im Storting.

## Leben
Thorheim stammt aus Bodø. Von 1995 bis 1996 war er als Sergeant beim norwegischen Militär tätig. Anschließend studierte er bis 2002 Staatswissenschaften. Er hat einen Masterabschluss in Staatswissenschaften von der Universität Oslo. In den Jahren 2002 bis 2005 arbeitete er für das norwegische Militär. Anschließend war er im Dienst des norwegischen Außenministeriums tätig. So arbeitete er von 2008 bis 2010 an der Botschaft in Colombo in Sri Lanka und anschließend bis 2012 an der Botschaft in Washington, D.C. Anschließend war er bis 2016 wieder am Außenministerium selbst tätig. Von September 2016 bis Januar 2019 arbeitete er als politischer Referent unter Børge Brende und später Ine Marie Eriksen Søreide im Außenministerium. Ab 2019 forschte er an der Nord Universität.
Thorheim zog bei der Parlamentswahl 2021 erstmals in das norwegische Nationalparlament Storting ein. Dort vertritt er den Wahlkreis Nordland und wurde Mitglied im Energie- und Umweltausschuss.